# Peotone (Illinois)
Peotone est un village situé au sud du comté de Will,  dans l'Illinois, aux États-Unis,. Il est incorporé le 7 mars 1879.

## Démographie
Lors du recensement de 2010, le village comptait une population de 4 142 habitants. Elle est estimée, en 2016, à 4 134 habitants.

### Source de la traduction
- (en) Cet article est partiellement ou en totalité issu de l’article de Wikipédia en anglais intitulé « Peotone, Illinois » (voir la liste des auteurs).